# Бургундский канал
Бургундский канал (фр. Canal de Bourgogne) — канал в регионе Бургундия — Франш-Конте.
Канал проходит по территории департаментов Йонна и Кот-д’Ор и соединяет Атлантический океан через Сену и Йонну в Миженне и Средиземное море через Рону и Сону в Сен-Жан-де-Лоне. Строительство канала продолжалась с 1775 года по 1832 год, прерываясь иногда на долгое время.
Длина канала — 242 км, на нём построено 189 шлюзов, средняя глубина — 1,8 м. Часть канала, длиной в 3333 м проходит в туннеле. Высшая точка — 378 м в Пуйи-ан-Оксуа, низшая — 79 м при слиянии с Йонной. Крупнейший город на канале — Дижон.

## Галерея
- Бургундский канал в Монбаре.
- В туннеле Бургундского канала
- Бургундский канал зимой
- Шлюз на Бургундском канале
- Канал в районе Пуйи-ан-Оксуа